# 立川文庫
立川文庫（たつかわぶんこ）は、立川文明堂（大阪市東区博労町、後に南区安堂寺橋通へ移転）が1911年（明治44年）から1924年（大正13年）にかけて196篇を刊行した、「書き講談」による文庫本シリーズ。当時の小学生から商店員らに爆発的なブームを呼んだ。『真田幸村』、『猿飛佐助』、『霧隠才蔵』等で知られる。読みは「たちかわぶんこ」ではなく「たてかわぶんこ」でもなく「たつかわぶんこ」である。

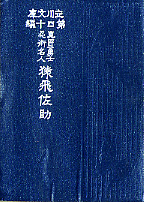
『立川文庫第四十編 真田三勇士 忍術名人 猿飛佐助』（1913年）

## 略歴・概要
講談を速記して本にすることは1890年代の流行であったが、旅回りの講談師玉田玉秀斎の妻・山田敬の連れ子である山田阿鉄（山田酔神）が、速記者を使わずに直接講談を筆記する書き講談を思いつく。この書き講談を小型本（文庫本）化する案を、大阪の主要な出版元に持ち込むが相手にされず、唯一企画を受け入れたのが、1904年に立川文明堂を創業した立川熊次郎（たつかわ くまじろう、1878年 - 1932年、兵庫県姫路市勝原区宮田出身）であった。
装丁は、当時廉価な文庫本として東京の出版界を席巻していた袖珍文庫（三教書院）を模倣し、四六版半裁のクロス装、縦12.5cm、横9cm。定価は一部25-30銭程度だったが、実際の販価は10銭前後、仕入値は6、7銭だったという。袖珍文庫の表紙の「銀杏」の模様に変えて、「胡蝶」を使ったことから対比され、袖珍は「いちょう本」、立川は「こちょう本」と呼ばれて多くの人に親しまれた。
主に少年を対象としたこの文庫の内容は、講談や戦記、史伝などであった。なかでも立川文庫の地元である大坂の陣で活躍した武将真田幸村や、その家臣であるとされる猿飛佐助、霧隠才蔵などの忍者ものが好まれて、こういった物語上の人物をあたかも実在の人物であるかのように定着させてしまう。当初は玉秀斎の語るのを阿鉄が筆記していたが、次第にあらすじを元に阿鉄が書き下すようになった。「雪花山人」（「雪花散人」、せっかさんじん）、「野花散人」（やかさんじん）等の署名を用いているが、執筆者は、阿鉄やその弟の山田顕、山田唯夫、敬の孫でのちに自伝小説で立川文庫創設の経緯を記した池田蘭子ら、多様な人物が加わった集団体制であった。『諸国漫遊一休禅師』を第1作として200篇あまりを刊行、「古本＋3銭」で新本と交換するシステムも取り入れ、小中学生を中心に大ヒットした。これに刺激されて赤本出版社である博多成象堂の武士道文庫、岡本偉業館の史談文庫、榎本書店の英雄文庫、他に忍術文庫、冒険文庫、探偵文庫などの亜流も現れた。
立川文庫の人気は大正末期には下降していくが、それまでの速記講談から、書き講談の手法を定着させ、子供向けではあったが大人向けの文芸、大衆文学や時代劇にも大きな影響を与えた。講談社が1911年（明治44年）に創刊した『講談倶楽部』も1913年（大正2年）頃から速記講談から書き講談（新講談）に移行し、国民的雑誌となった『キング』や『少年倶楽部』の作家にもその奔放な想像力は受け継がれる。

## 作品
立川文庫で最も人気のあった『猿飛佐助』は、立川文庫の第40篇として1913年（大正4年）に出版された。「佐助」の名前は『真田三代記』の異本に出ているとも言われているが、その人物像は他の真田十勇士とともに山田阿鉄らの創作である。山田敬は今治の回船問屋日吉屋の一人娘だったが、日吉屋の先祖の藤堂藩士が伊賀にいたことから、阿鉄のアイデアで忍術を武芸十八般に加え、『真田三代記』と『西遊記』をミックスし、真田十勇士の人物像を創造した。これらの作品は、それまでの勧善懲悪的な物語に対して、明朗で人間味溢れる人物像が大衆の人気を集めた。

### 代表作
- 『諸国漫遊 一休禅師』 - 一休宗純
- 『水戸黄門』 - 徳川光圀
- 『大久保彦左衛門』 - 大久保忠教
- 『真田幸村』 - 真田信繁
- 『猿飛佐助』 - 猿飛佐助（架空の人物）
- 『真田十勇士』 - 猿飛佐助、霧隠才蔵、三好清海入道（三好政康）、三好伊三入道（三好政勝）、穴山小介（穴山小助）、由利鎌之助、筧十蔵、海野六郎、根津甚八、望月六郎
- 『尼子十勇士』 - 山中鹿之助（山中幸盛）、秋宅庵之助（秋上宗信）、横道兵庫之助（横道秀綱）、寺元生死之助、皐月早苗之助、早川鮎之助、大谷古猪之助、高橋渡之助、藪中茨之助、荒波碇之助

### おもなビブリオグラフィ
網羅できておらず、ところどころ不明である。末尾は主人公である。
- 『諸国漫遊 一休禅師』、野華散人、1913年、第1篇 - 一休宗純
- 『諸国漫遊 水戸黄門』、加藤玉秀、1920年、第2篇 - 徳川光圀
- 『大久保彦左衛門』、野花山人、1918年、第3篇 - 大久保忠教
- 『荒木又右衛門』、加藤玉秀、1912年、第4篇 - 荒木又右衛門
- 『智謀 真田幸村』、加藤玉秀、1907年、第5篇 - 真田信繁
- 『岩見重太郎』、加藤玉秀、1920年、第6篇 - 薄田兼相
- 『諸国漫遊 最明寺時頼』、雪花山人、1913年、第7篇 - 北条時頼
- 『頓知奇談 太閤と曾呂利』、野花散人、1911年、第8篇 - 豊臣秀吉・曽呂利新左衛門
- 『宮本武蔵』、野花山人、1915年、第9篇 - 宮本武蔵
- 『豪傑 後藤又兵衛』、雪花山人、1912年、第10篇 - 後藤基次
- 『絶島奇談新譯ロビンソン漂流記』、笹山準一、1911年、第11篇 - ロビンソン・クルーソー
- 『武士道精華 堀部安兵衛』、雪花散人、1911年、第12篇 - 堀部武庸
- 『木下藤吉郎』、野華散人、1911年、第13篇 - 豊臣秀吉
- 『柳生十兵衛旅日記』、野花散人、1911年、第14篇 - 柳生十兵衛（柳生三厳）
- 『西郷隆盛』、野華散人、1911年、第15篇 - 西郷隆盛
- 『武士道精華 塚原卜伝』、雪花散人、1911年、第16篇 - 塚原卜伝
- 『山中鹿之助』、雪花散人、1911年、第17篇 - 山中幸盛
- 『水戸黄門関西漫遊記』、雪花山人、1911年、第18篇 - 徳川光圀
- 『苅萱石童丸』、野花散人、1911年、第19篇 - 石童丸
- 『武士道精華 斑鳩平次』、雪花山人、1911年、第20篇 - 斑鳩平次
- 『武士道精華 塙團右衛門』、雪花山人、1917年、第21篇 - 塙団右衛門（塙直之）

- 『武士道精華戸田新八郎』、雪花山人、1911年、第22篇 - 戸田新八郎
- 『大石内蔵之助』、雪花山人、1911年、第23篇 - 大石良雄
- 『武士道精華 関口弥太郎』、雪花山人、1919年、第24篇 - 関口弥太郎
- 『羽柴筑前守』、雪花散人、1912年、第25篇 - 豊臣秀吉
- 『武士道精華 大石内蔵助東下り』、雪花散人、1913年、第26篇 - 大石良雄
- 『佐倉宗五郎』、雪花山人、1912年、第27篇 - 佐倉惣五郎
- 『真田幸村諸国漫遊記』、雪花散人、1911年、第28篇 - 真田信繁
- 『井上大九郎』、雪花山人、1911年、第29篇 - 井上大九郎
- 『大久保彦左衛門諸国漫遊記』、野華散人、1911年、第30篇 - 大久保忠教

- 『伊東弥五郎』、野花散人、1912年、第31篇 - 伊東弥五郎
- 『粂平内』、草化山人、1912年、第32篇 - 粂平内（久米平内）
- 『木村又蔵』、雪花山人、1912年、第33篇 - 木村又蔵
- 『左リ甚五郎』、野花散人、1912年、第34篇 - 左甚五郎
- 『豊臣秀吉』、野花山人、1912年、第35篇 - 豊臣秀吉
- 『寛永武術御前試合』、雪花山人、1912年、第36篇
- 『荒川熊蔵』、野華散人、1915年、第37篇 - 荒川熊蔵
- 『乃木将軍』、花村生、1913年、第38篇 - 乃木希典
- 『明烏十勇士』、雪花山人、1913年、第39篇 - 最上出羽守（最上義光）
- 『猿飛佐助』、雪花散人、1913年、第40篇 - 猿飛佐助
- 『頓知奇談 一休禅師』、雪花山人、1919年、第41篇 - 一休宗純
- 『由井正雪』、雪花山人、1913年、第42篇 - 由井正雪
- 『九州漫遊記 水戸黄門』、雪花散人、1913年、第43篇 - 徳川光圀
- 『豊太閤』、野華散人、1913年、第44篇 - 豊臣秀吉
- 『嗚呼忠臣 楠公』、野花散人、1913年、第45篇 - 楠木正成
- 『嗚呼忠臣 小楠公』、野花散人、1913年、第46篇 - 楠木正行
- 『武士道精華 丸橋忠彌』、雪花散人、1913年、第47篇 - 丸橋忠弥
- 『水戸三郎丸』、野華散人、1913年、第48篇 - 水戸三郎丸
- 『武士道精華 佐野鹿藏』、雪花山人、1913年、第49篇 - 佐野鹿蔵
- 『大阪城冬之陣』、野花散人、1913年、第50篇
- 『大阪城夏之陣』、野花散人、1913年、第51篇
- 『信玄と謙信』、雪花山人、1913年、第52篇 - 武田信玄・上杉謙信
- 『武士道精華 羽賀井一心斎』、野華散人、1913年、第53篇 - 羽賀井一心斎
- 『武士道精華 鬼小島弥太郎』、野華散人、1913年、第54篇 - 鬼小島弥太郎（小島弥太郎）

- 『霧隠才蔵』、雪花山人、1914年、第55篇 - 霧隠才蔵
- 『豊公御前大試合』、雪花山人、1914年、第56篇
- 『牛若と弁慶』、野花散人、1914年、第57篇 - 源義経・武蔵坊弁慶
- 『血染の聯隊旗』、仏山楼主人、1914年、第58篇 - 山瀬清七・息孝太郎
- 『武士道精華 毛谷村六助』、雪花山人、1922年、第59篇 - 毛谷村六助（貴田孫兵衛）
- 『真田家豪傑三好清海入道』、野花散人、1914年、第60篇 - 三好清海入道（三好政康）
- 『水戸黄門 東国漫遊記』、雪花山人述、1914年、第61篇 - 徳川光圀
- 『由利鎌之助』、雪花山人、1914年、第62篇 - 由利鎌之助
- 『豪傑 飯田八郎』、野花散人、1914年、第63篇 - 飯田八郎
- 『柳川庄八』、雪花山人、1914年、第64篇 - 柳川庄八
- 『武士道精華 樋口十郎左衛門』、雪花山人、1913年、第65篇 - 樋口十郎左衛門
- 『武士道精華 紀州三郎丸』、雪花山人、1935年、第66篇 - 紀州三郎丸
- 『智仁勇三豪傑 秦野三勇士』、雪花山人、1917年、第67篇
- 『加藤家十勇士 赤星太郎兵衛』、雪花山人、1914年、第68篇 - 赤星太郎兵衛（赤星親武）
- 『石川虎次郎』、野花散人、1914年、第69篇 - 石川虎次郎
- 『尾張三郎丸』、雪花山人、1914年、第70篇 - 尾張三郎丸
- 『怪雄孫悟空』、野華散人、1914年、第71篇 - 孫悟空
- 『三蔵法師』、野華散人、1914年、第72篇 - 玄奘三蔵
- 『上泉伊勢守』、雪花山人、1914年、第73篇 - 上泉信綱
- 『後藤又一郎』、野華散人、1914年、第74篇 - 後藤又一郎
- 『安倍晴明』、雪花山人、1914年、第75篇 - 安倍晴明
- 『武士道精華 吉岡兼房』、雪花山人、1914年、第76篇 - 吉岡兼房
- 『小野次郎左衛門』、野華散人、1914年、第77篇 - 小野忠明
- 『源頼光』、雪花山人、1914年、第78篇 - 源頼光
- 『竹内加賀之助』、雪花山人、1914年、第79篇 - 竹内加賀之助
- 『豪傑 坂田庄三郎』、雪花散人、1917年、第80篇 - 坂田庄三郎
- 『忍術名人 戸澤山城守』、菫花散人、1919年、第81篇 - 戸沢山城守
- 『武士道精華 塚原左傳』、雪花山人、1923年、第82篇 - 塚原左伝
- 『飯篠山城守』、立川文明堂篇纂部、1914年、第83篇 - 飯篠家直
- 『武士道精華 諸岡一羽斎』、野華散人、1914年、第84篇 - 諸岡一羽斎
- 『柳生中國漫遊記』、野華散人、1914年、第85篇
- 『荒川三勇士 天狗坊大秀』、雪花山人、1914年、第86篇 - 天狗坊大秀
- 『高木折右衛門』、雪花山人、1914年、第87篇 - 高木折右衛門重俊
- 『長坂血槍九郎』、雪花山人、1914年、第88篇 - 長坂信政
- 『豪傑 關口八郎』、立川文明堂編纂部、1914年、第89篇 - 関口八郎左衛門実親
- 『松平長七郎』、雪花山人、1914年、第90篇 - 松平長七郎
- 『松平長七郎 関西漫遊記』、野花散人、1914年、第91篇 - 松平長七郎
- 『怪傑 後藤小源太』、野花山人、1914年、第92篇 - 後藤小源太
- 『忍術名人 猿飛佐助漫遊記』、雪花山人、1919年、第93篇 - 猿飛佐助
- 『妖怪変化 犬神刑部』、野花山人、1915年、第94篇 - 隠神刑部
- 『豪傑 鷲塚力丸』、雪花山人、1917年 - 鷲塚力丸
- 『犬若五郎左衛門』、雪花山人、1915年、第95篇 - 犬若五郎左衛門
- 『武士道精華 真田家豪傑 近藤無手之助』、雪花山人、1915年、第96篇 - 近藤無手之助
- 『伊賀流忍術 百々地三太夫』、雪花山人、1915年、第97篇 - 百地丹波
- 『武士道精華 渡邊槍半蔵』、雪花山人、1918年、第98篇 - 渡辺守綱
- 『柳生九州漫遊記』（『柳生十兵衛九州漫遊記』）、野花散人、1916年、第99篇 - 柳生十兵衛（柳生三厳）
- 『南岳坊俊明』、雪花山人、1915年、第100篇 - 南岳坊俊明
- 『豊臣残党 新宮左馬之助』、雪花山人、1914年、第101篇 - 新宮左馬之助
- 『忍術名人 猿飛佐助南海漫遊記』、雪花山人、1915年、第102篇 - 猿飛佐助
- 『武士道精華 神宮伊豆』、菫花散人、1915年、第103篇 - 神後宗治
- 『忍術漫遊 熊野太郎』、雪花山人、1915年、第104篇 - 熊野太郎
- 『仙薹豪傑 熊田甚五兵衛』、雪花山人、1917年、第105篇 - 熊田甚五兵衛
- 『永井源三郎』、雪花山人、1916年、第106篇 - 永井源三郎
- 『豪傑 筑紫市兵衛』、雪花山人、1916年、第107篇 - 筑紫市兵衛
- 『眞田間者 猿飛佐助江戸探り』、雪花山人、1915年、第108篇 - 猿飛佐助
- 『頓知奇談 大久保九州漫遊記』、雪花山人、1935年、第109篇 - 大久保忠教
- 『正伝天狗流開祖 花房主水』、雪花山人、1918年、第110篇 - 花房主水
- 『忍術名人 梵字太郎』、雪花山人、1915年、第111篇 - 梵字太郎
- 『妖怪退治 柳生又十郎』、雪花山人、1922年、第112篇 - 柳生宗冬
- 『淺山一傳斎』、野華山人、1915年、第113篇 - 浅山一伝斎
- 『武士道精華 寺西閑心』、雪花山人、1919年、第114篇 - 寺西閑心
- 『豪傑 穴澤大八郎』、雪花山人、1915年、第115篇 - 穴沢大八郎
- 『本多平八郎』、雪花山人、1915年、第116篇 - 本多忠勝
- 『忍術名人 甲賀流忍術元祖 甲賀雷助』、雪花山人、1915年、第117篇 - 甲賀雷助
- 『武士道精華 神力庄吉』、雪花山人、1915年、第118篇 - 神力庄吉
- 『霧隱才藏漫遊記』、雪花山人、1915年、第120篇 - 霧隠才蔵
- 『甲賀雷助』、雪花山人、1915年、第121篇 - 甲賀雷助
- 『魔風来太郎』、雪花山人、1915年、第122篇 - 魔風来太郎
- 『後藤又兵衛諸國漫遊記』、雪花山人、1915年、第123篇 - 後藤基次
- 『坂田小金吾』、立川文明堂編輯部、1915年、第124篇 - 坂田小金吾
- 『難波合戰猿飛佐助大活動』、雪花散人、1918年、第125篇 - 猿飛佐助
- 『忍術名人 難波合戦 霧隠才蔵大活動』、雪花山人、1918年、第126篇 - 霧隠才蔵
- 『伊賀流の忍術名人 荒獅子五郎』、雪花山人、1915年、第127篇 - 荒獅子五郎
- 『天狗飛切之術 鞍馬八郎』、雪花山人、1917年、第128篇 - 鞍馬八郎（架空の人物）
- 『豪傑忍術名人 島津熊若丸』、雪花山人、1922年、第129篇 - 島津熊若丸
- 『豪傑 前田犬若丸』、雪花山人、1918年、第130篇 - 前田犬若丸
- 『伊達梵字丸』、雪花山人、1923年、第131篇 - 伊達梵字丸
- 『鞍馬八郎諸国漫遊』、雪花山人、1918年、第132篇 - 鞍馬八郎
- 『根来流忍術名人 鈴木菊若丸』、雪花山人、1918年、第133篇 - 鈴木菊若丸
- 『忍術名人 御嶽八郎』、雪花山人、1916年、第134篇 - 御嶽八郎
- 『豪傑 忍術名人 真田小太郎』、雪花山人、1916年、第135篇 - 真田小太郎
- 『豪傑 忍術名人 武田五郎』、雪花山人、1917年、第136篇 - 武田信光
- 『九州漫遊記 根来流忍術名人 鈴木菊若丸』、雪花山人、1916年、第137篇 - 鈴木菊若丸
- 『忍術名人 福島三勇士 通力太郎』、雪花山人、1916年、第138篇 - 通力太郎
- 『勇婦綾路』、雪花山人、1916年、第139篇 - 綾路
- 『忍術名人 蒲生三勇士 村雨雷太郎』、雪花山人、1918年、第140篇 - 村雨雷太郎
- 『忍術活動 豊臣残党 猿飛小源吾』、雪花山人、1915年、第141篇 - 猿飛小源吾（架空の人物）
- 『荒浪龍之助』、雪花山人、1926年、第142篇 - 荒浪龍之助
- 『忍術活動 木村小源吾』、雪花山人、1914年、第143篇 - 木村小源吾
- 『忍術名人 福島三勇士 蟹江才助』、雪花山人、1916年、第144篇 - 蟹江才助
- 『忍術名人 福島三勇士 桂小太郎』、雪花山人、1916年、第145篇 - 桂小太郎
- 『妖怪退治 斑鳩平治漫遊記』、雪花山人、1917年、第146篇 - 斑鳩平次
- 『忍術活動 豊臣残党 霧隠小源吾』、雪花山人、1917年、第147篇 - 霧隠小源吾
- 『智謀 直江山城守』、雪花山人、1919年、第148篇 - 直江兼続
- 『天津小源太』、雪花山人、1916年、第149篇 - 天津小源太
- 『忍術名人 後藤又十郎』、雪花山人、1917年、第150篇 - 後藤又十郎（架空の人物）
- 『忍術名人 霧島小次郎』、雪花山人、1916年、第151篇 - 霧島小次郎（架空の人物）
- 『羽黒流忍術 羽黒太郎』、雪花山人、1922年、第152篇 - 羽黒太郎
- 『飛切の術 秋葉太郎』、雪花山人、1916年、第153篇 - 秋葉太郎
- 『羽黒流忍術 筑波太郎』、雪花山人、1921年、第154篇 - 筑波太郎
- 『武士道精華 薄田小隼人』、雪花山人、1919年、第155篇 - 薄田小隼人（架空の人物）
- 『忍術名人 北畠玄吾』、雪花山人、1923年、第156篇 - 北畠玄吾
- 『忍術名人 十文字新九郎』、雪花山人、1923年、第157篇 - 十文字新九郎
- 『武士道精華 塙雷蔵』、雪花山人、1915年、第158篇 - 塙雷蔵
- 『諸国漫遊 筑紫三勇士』、雪花山人、1922年、第159篇
- 『長曽我部男龍丸』、雪花山人、1918年、第160篇 - 長曽我部男龍丸
- 『豊臣残党 金子夜叉王丸』、雪花山人、1915年、第161篇 - 金子夜叉王丸
- 『豪傑忍術名人 猿沢飛助』、雪花山人、1915年、第162篇 - 猿沢飛助（架空の人物）
- 『加藤右馬助』、雪花山人、1915年、第163篇 - 加藤右馬助
- 『豪傑忍術名人 堀帯刀』、雪花山人、1922年、第164篇 - 堀利邦
- 『豪傑忍術名人 熊谷荒王丸』、雪花山人、1915年、第165篇 - 熊谷荒王丸
- 『立花家三勇士 立花光若丸』、雪花山人、1915年、第166篇 - 立花光若丸
- 『忍術活動 百々地八郎』、雪花山人、1919年、第167篇 - 百々地八郎
- 『武田家三豪傑 武田猛智丸』、雪花山人、1916年、第168篇 - 武田猛智丸
- 『立花家三勇士 巌上寺熊太郎』、雪花山人、1915年、第169篇 - 巌上寺熊太郎
- 『立花家三勇士忍術名人 鷲塚力丸』、雪花山人、1917年、第170篇 - 鷲塚力丸
- 『堀尾家 三勇士 忍術名人 堀尾乕太郎』、雪花山人、1917年、第171篇 - 堀尾虎太郎
- 『立花家三勇士 大熊小太郎』、雪花山人、1915年、第172篇 - 大熊小太郎
- 『毛利太郎』、茅海漁郎、1917年、第174篇 - 毛利太郎
- 『堀尾家 三勇士 仁科三郎』、雪花山人、1917年、第175篇 - 仁科三郎
- 『武田家三豪傑 山縣八郎』、雪花山人、1917年、第176篇 - 山縣鬼玄蕃（山縣八郎）
- 『武田家三豪傑 馬場八郎』、雪花山人、1918年、第177篇 - 馬場重胤
- 『天下三傑 楽巌寺十郎』、雪花山人、1918年、第178篇 - 楽巌寺十郎
- 『天下三傑 淺井萬千代』、雪花山人、1918年、第179篇 - 浅井萬千代
- 『天下三傑 朝倉縫之助』、雪花山人、1918年、第180篇 - 朝倉縫之助
- 『豊臣残党 石田虎若丸』、雪花山人、1918年、第181篇 - 石田虎若丸
- 『豊臣残党忍術名人 島霧太郎』、雪花山人、1915年、第182篇 - 島霧太郎（架空の人物）
- 『豊臣残党 忍術名人 大谷武者之助』、雪花山人、1916年、第183篇 - 大谷武者之助
- 『忍術名人 立花三勇士』、雪花山人、1923年、第184篇
- 『豊臣残党水遁の術 野々村新八郎』、雪花山人、1918年、第185篇 - 野々村新八郎
- 『豊臣残党水遁の術 渡邊大学』、雪花山人、1918年、第186篇 - 渡邊大学
- 『中国九州大名探り 真田大助』、雪花山人、1923年、第192篇 - 真田大助（真田幸昌）
- 『豊臣残党 金遁の術 真野小源太』、雪花山人、1918年、第193篇 - 真野小源太
- 『島津豪傑忍術活動 島津八郎丸』、雪花山人、1915年、第195篇 - 島津八郎丸
- 『島津豪傑忍術活動 新納小彌太』、雪花山人、1915年、第196篇 - 新納小彌太
- 『島津豪傑 忍術活動 伊集院隼人』、雪花山人、1917年、第197篇 - 伊集院隼人